# Belisana sumba
Belisana sumba là một loài nhện trong họ Pholcidae. Loài này được phát hiện ở Indonesia.